# Verdana
Verdana，是一套無襯線字體，由於它在小字上仍有結構清晰端整、閱讀辨識容易等高品質的表現，因而在1996年推出後即迅速成為許多領域所愛用的標準字型之一。
此字體的設計源起於微軟字型設計小組的維吉尼亞·惠烈（Virginia Howlett）希望設計一套具有高辨識性、易讀性的新字型以供螢幕顯示之用，於是她邀請了世界頂級字型設計師之一的馬修·卡特（Matthew Carter）操刀，以Frutiger字體及愛德華·約翰斯頓（Edward Johnston）為倫敦地鐵所設計的字體為藍本，並由Monotype公司的字型微調（Hint）專家湯姆·瑞克納（Tom Rickner）擔任手工微調，字體結構與Tahoma（同為馬修·卡特所設計）很相似，微軟將Verdana納入網頁核心字體之一。
「Verdana」一名是由「verdant」和「Ana」兩字所組成的。「verdant」意為「蒼翠」，象徵著「翡翠之城」西雅圖及有「常青州」之稱的華盛頓州。「Ana」則來自於維吉尼亞·惠烈大女兒的名字。
此外，许多商家都采用Verdana字体来作为官方内容字体如宜家家居。

## 外部連結
- 與馬修·卡特的訪談
- 與維吉尼亞·惠烈的訪談（页面存档备份，存于）
- Verdana字體資訊 （页面存档备份，存于）
- Channel Verdana （页面存档备份，存于）
- 下載Verdana （页面存档备份，存于）